# Skrattabborrtjärnen, Medelpad
Skrattabborrtjärnen är en sjö i Sundsvalls kommun i Medelpad och ingår i Selångersåns huvudavrinningsområde.